# Joan IV de Trebisonda
Joan IV Comnè fou el vintè emperador de Trebisonda, que va governar en vint-i-unè lloc durant el període 1429-1460. Va pujar al tron després de causar la mort del seu pare. El seu regnat va estar marcat pels continus intents de defensar el seu imperi dels seus veïns els oghuz i de la creixent amenaça de l'Imperi Otomà. Mehmed II li va imposar una forta taxa de 2.000 peces d'or, que va suposar el començament de la fi de l'imperi.

## Rebel·lió contra Aleix IV
Joan IV va rebre el títol de dèspota el 1417, el qual li donava autoritat en el govern, però no en va tenir prou i va conspirar contra el seu pare Aleix IV. En una ocasió va estar a punt de matar el seu pare i la seva mare, però fou descobert i a partir de llavors Aleix va deixar de confiar en ell i va designar successor al seu altre fill, Alexandre.
Joan se'n va anar a viure a Geòrgia i mentre estava allà es va casar amb Bagrationi, una filla del rei Alxeandre I. Però no va poder obtenir prou suport per tornar a alçar-se contra el seu pare.
Joan va marxar del país i es va instal·lar a la colònia genovesa de Caffa, on va llogar una galera amb la corresponent tripulació per anar cap a Trebisonda a apoderar-se del tron. Un dia d'octubre del 1429 van arribar a prop de Trebisonda; Aleix IV va sortir amb un exèrcit per enfrontar-se amb el seu fill, però va ser assassinat per un grup de nobles durant la nit. Segons el cronista anomenat Pseudo-Chalkokondyles, Joan només els havia donat instruccions de capturar el pare i portar-lo davant la seva presència però els nobles còmplices l'havien matat esperant obtenir així més favor del nou emperador. Joan els va castigar manant que arrenquessin els ulls d'un d'ells i que tallessin una mà a l'altre. Quan el germà de Joan, Alexandre va saber el que havia passat, va fugir de Trebisonda i es va refugiar a Constantinoble, juntament amb la seva germana Maria.

## Regnat
El primer document on apareix el seu nom com a emperador és del 28 d'octubre del 1429, per tant la seva coronació devia ser poc abans. El seu regnat va estar dominat pels continus intents de defensar el seu imperi dels seus veïns els oghuz i de la creixent amenaça de l'Imperi Otomà.
El 1442 el soldà otomà Murat II va enviar una flota per saquejar la costa de la mar Negra. Aquesta expedició no va afectar seriosament la ciutat de Trebisonda, però va perjudicar les possessions a Crimea i la flota va acabar parcialment destruïda per una tempesta durant el viatge de retorn. Els otomans no van planejar un altre atac a l'Imperi de Trebisonda fins al regnat del següent soldà, Mehmed II. El febrer del 1451 un ambaixador romà d'Orient, Jordi Franza, va arribar amb la missió de cercar una esposa per l'emperador Constantí XI Paleòleg. Aquest fet és notable per una anècdota relacionada amb Joan IV, el qual conversant amb Franza li va expressar la seva alegria per la notícia de la mort de Murad II, i va dir que la jovenesa del seu successor seria senyal de pau i benedicció per als trebisonds. Franza, va quedar sobtat amb aquest comentari i li va replicar que la jovenesa del nou soldà calia prendre-la com una tàctica de distracció. També li va explicar que durant el regnat del cunyat de Joan VIII Paleòleg, l'Imperi Romà d'Orient havia estat molt endeutat però que el seu senyor faria el possible per canviar la situació.
La conversa amb Franza podria haver alertat Joan IV del perill que vindria. Després de la caiguda de Constantinoble en mans de Mehmed II el 1453, Trebisonda i Morea van passar a ser el següent objectiu de l'ambició otomana. Mehmed II va fer cridar Joan a retre-li vassallatge a Constantinoble i li va imposar fortes taxes als vaixells trebisonds i venecians que passessin per l'estret del Bòsfor. Sembla que Joan no va cooperar amb la voluntat del soldà i, en represàlia, el 1456 Mehmed II va enviar el governador d'Amasya Hizir Bey a atacar Trebisonda per mar i per terra. Segons Laonikos Chalconcondyles, Hizir va atacar l'interior i va penetrar fins al mercat de Trebisonda, on va capturar unes dues mil persones. Després la ciutat va quedar gairebé deshabitada a causa d'una epidèmia que en va sorgir. Finalment Joan va acceptar sotmetre's i pagar un tribut anual de 2.000 peces d'or a canvi del retorn de la gent que Hizir havia pres captiva. Joan va enviar el seu germà David a ratificar el tractat en presència de Mehmed II. El soldà va morir el 1458 i el tribut encara va augmentar fins a 3.000 peces d'or.
Conscient de l'avanç otomà per la Morea, Joan va provar de reforçar la seva posició recorrent a una antiga tradició familiar: establir aliances per mitjà de matrimonis. El mateix any que David va lliurar el tribut a Mehmed, Joan va casar la seva filla Teodora amb Uzun Hasan, príncep dels aq Qoyunlu. També va cercar suport a occident efectuant la unió de la seva església nacional amb la catòlica. El 1434 va enviar una carta en resposta a les propostes del papa Eugeni IV, una decisió que contrasta amb la política dels anteriors emperadors de Trebisonda, els quals havien fet cas omís de les peticions dels papes. El metropolità de Trebisonda es va unir al clergat que va formar part del concili de Basilea, Ferrara i Florència (1438-1439).
Malgrat tot, els intents d'aproximació a les potències d'Occident a través del papat, no va obtenir canvis significatius i tampoc va millorar la relació amb la República de Gènova. Encara que Joan devia el seu ascens a la complicitat dels genovesos, no va complir amb ells pagant els diners que els havia promès el 1431. El 1441 es va negar a acollir un vaixell genovès que calia ser reparat perquè s'havia estat dedicant al pillatge. Algunes iniciatives el 1443 de restablir una bona relació van fallar i el 1447 la flota genovesa de Caffa van salar cap a Trebisonda i els van amenaçar d'establir un embargament. Les disputes mai van arribar a una fi i van amenaçar seriosament el bon funcionament del comerç a la mar Negra.
En els escrits del viatjant castellà Pedro Tafur, que hi va estar present durant aquella època, hi ha una explicació de l'actitud hostil de Joan cap als genovesos. Segons aquest escriptor Joan IV temia una possible aliança entre els romans d'Orient i els genovesos que acabaria situant el seu germà gran, Alexandre, en el tron de Trebisonda. Alexandre residia a Constantinoble des del 1429 i s'havia casat amb Maria Gattiluso, la filla d'un genovès que governava l'illa de Lesbos. La malfiança cap a Gènova contrastava amb el tracte amistós amb Venècia tot i que els venecians feia anys que havien deixat de ser importants en el comerç dins la mar Negra.
En una data imprecisa, Joan va haver de defensar el seu territori d'un atac del governant d'Ardabil, Xaïkh Djunayd; les dates que s'ha proposat són: durant la dècada del 1430 (E. Janssens), durant la dècada del 1440 (von Hammer, Finlay, Miller), el 1456 (Shukurov) o potser en el període 1456-58 (Bryer). Joan va reunir les seves forces terrestres i navals i llavors, assistit pel seu pansebast, va salpar per trobar-se amb Xaïkh Djunayd. Els dos exèrcits es van trobar a Kapanion. Joan havia planejat efectuar l'atac a Junayd de forma combinada per terra i pel mar; però, un fort vent va impedir que els mariners poguessin ancorar al port i desembarcar. Els soldats del xeic en van reeixir en el contraatac, matant el pansebast i dispersant l'exèrcit dels trebisonds. Joan va escapar amb la seva flota, i va tornar a Trebisonda. Xaïkh Djunayd el va perseguir i aviat va arribar davant els murs de Trebisonda, però després de tres dies es va trobar amb els murs inexpugnables, i va marxar amb el seu exèrcit cap al sud per devastar el districte de Mesochaldia.

## Mort
Cap dels historiadors del seu temps va deixar constància de la data de la seva mort. Els historiadors moderns l'han deduït a partir de dues dades. Una és la carta escrita pel successor de Joan IV, el seu germà David, datada el 22 d'abril del 1459, però com que el tema de la carta estava relacionat amb l'ambaixada de Ludovico da Bologna i per algunes inconsistències detectades en aquesta, se l'ha considerat una font poc fiable o si més no parcialment inventada. L'altra procedeix d'una inscripció mig feta malbé que Fallmerayer assegura haver vist a la ciutadella de Kule boylu, feta en el regnat de Joan IV i datada l'any 6968 (que equival al període del calendari occidental de l'1 de setembre del 1459 al 31 d'agost del 1460); malgrat els esforços d'investigació d'altres historiadors, aquesta inscripció no s'ha tornat a veure i la ciutadella està actualment destruïda. Des que William Miller va escriure el seu llibre sobre la història de Trebisonda, els erudits van arribar al consens de datar la mort de Joan IV el 1458, tot i que alguns han dissentit fixant la data en l'any 1459 (Lampsides, Kursanskis) o simplement diuen que va morir entre els anys 1458/9-1460 (Anthony Bryer).
La discussió podria donar-se per tancada amb el descobriment d'un memoràndum entre els arxius genovesos. Aquest document escrit a Caffa el 19 d'abril del 1460, inclou una postdata del 5 de maig del 1460, que diu que Joan havia mort i seria succeït pel seu germà David. Thierry Ganchou ha dit que aquest text confirma clarament un terminus ante quem, és a dir, a partir del qual queda determinat que la mort de Joan va ser el 22 d'abril del 1460, ja que el document mostra que la notícia va arribar a Caffa entre el 19 d'abril i el 5 de maig, i tenint en compte que Trebisonda es troba a una distància d'aquesta ciutat no superior de dues setmanes de viatge, no hi ha dubte que la mort va ser l'abril del 1460.
Ganchou també ha explicat per què les altres dades eren poc fiables. L'any "1459" que consta en la carta que portava en la seva ambaixada Ludovico da Bologna havia de ser un error de transcripció: la carta original no s'ha trobat i potser ja no existeixi. La primera vegada que la carta es va copiar per ser publicada en un llibre, va ser el 1496, a partir d'un manuscrit actualment conservat a la Biblioteca Vaticana (registre: Reg. Lat. 557). Res del que diu la carta és coincident amb el que posa en altres dos documents datats el 1459. Ganchou atribueix a un mal escriba la data que consta en aquesta carta, quan en realitat hauria de posar "1460". Havent acceptat aquests dos documents com a plausibles ja no hi ha base per rebutjar la dada aportada per Fallmerayer, la inscripció actualment desapareguda.

## Matrimonis i descendència
Joan IV es va casar dues vegades: primer amb una filla d'Alexandre I de Geòrgia, la segona abans del novembre del 1437 amb la filla d'un soldà turc. Segons diu a l'Europäische Stammtafeln, la segona esposa era filla de Dawlat Berdi kan dels turcs de Crimea, però no s'ofereix cap base per aquesta identificació.
Està generalment acceptat que va tenir un mínim de tres fills: un noi i una o dues noies. En canvi, Kuršanskis opina que Joan només va tenir una filla:
- Teodora Comnena, més coneguda pel seu apel·latiu mongol Despina Khatun.[19]

Hi ha dos noms més de dubtosa paternitat:
- Aleix V (1455–1463), que es va criar a Constantinoble i, segons Kuršanskis, en realitat era fill del germà gran de Joan, Alexandre.
- Eudòxia (Valenza), esmentada per Caterino Zeno com l'esposa de Niccolò Crispo, senyor de Syros; que segons Kuršanskis mai va existir i segons altres autors era germana de Joan IV.[19]